# Riu Würm
|  | Per a altres significats, vegeu «Glaciació de Würm». |

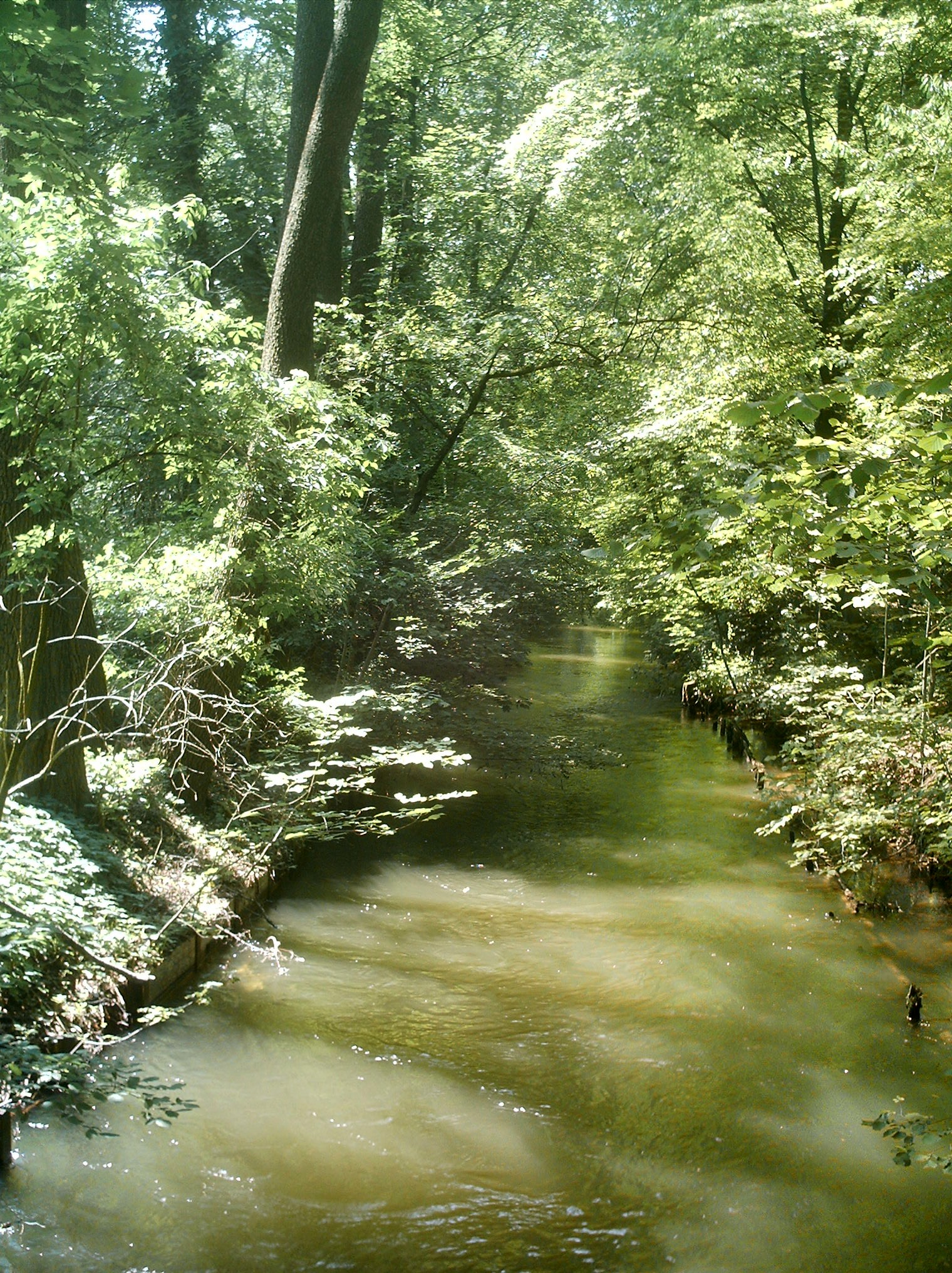
El riu Würm a Pasing.

El riu Würm es troba a Baviera, Alemanya, és un afluent per la dreta del riu Amper. Fa de drenatge del Llac Starnberg i discorre per les poblacions de Gauting, Krailling, Planegg, Gräfelfing i Lochham i per una part de Múnic (en el barri de Pasing) abans d'unir-se, prop de Dachau, amb el riu Amper, el qual poc després conflueix amb l'Isar i finalment amb el Danubi. Encara que el Würm no sigui un riu molt gran —només fa 35 km de llargada— el seu nom és molt conegut perquè dona nom a una glaciació.
Hi ha un altre riu petit amb el mateix nom a Baden-Württemberg, el Würm (Nagold).